# Jan Breur
Jan Breur (Schiedam, Holanda del Sud, 23 de desembre de 1951 - Vlaardingen, 22 de novembre de 2010) va ser un ciclista neerlandès, que va combinar la carretera amb el ciclisme en pista. Va guanyar una medalla de bronze al Campionat del món de mig fons de 1975 per darrere de l'alemany Dieter Kemper i del seu compatriota Cees Stam.

## Palmarès

### Resultats a la Volta a Espanya
- 1978. Abandona